# 史善应
史善应（594年—642年12月19日），本姓阿史那氏，字智远，河南郡洛阳县（今河南省洛阳市东）人，隋朝、唐朝官员。

## 生平
仁寿初年，史善应入宫担任宿卫。大业五年（609年），史善应加朝散大夫，屡次跟随隋炀帝征讨高句丽，升任右光禄大夫、右武卫武牙郎将，又跟随隋炀帝前往江都。恰逢宇文化及杀死隋炀帝，史善应于武德元年（618年）与哥哥阿史那达漫从崤山以东归附唐朝，加柱国。武德三年（620年），史善应出任左翊卫骠骑将军，跟随李世民平定崤山以东，因功加上柱国，封弓高侯，转任中郎将。史善应前后获得赏赐奴婢五十余口，杂彩二千余段，玉环金装宝刀一口，金带及金银器物等无法计算。贞观四年六月丁酉（630年7月18日），史善应出任都督、北抚州诸军事、北抚州刺史。贞观十二年（638年），史善应返回出任左卫将军。贞观十六年十一月廿二日（642年12月19日），史善应患病在隆庆里私人住宅中去世，虚岁四十九。贞观十七年岁次癸卯二月辛巳朔廿二日壬寅（643年3月17日）葬于雍州万年县洪原乡少陵原。

## 家庭

### 曾祖
- 颉杰娑那可汗，阿史那科罗[2]

### 祖父
- 乙史波罗可汗，阿史那摄图[2]

### 父亲
- 褥檀特勤，阿史那职御，隋朝上柱国、康国公[2]

### 子女
- 史崇礼，唐朝广济府左果毅都尉、弓高侯[3]